# Slovenská národní rada (1848–1849)

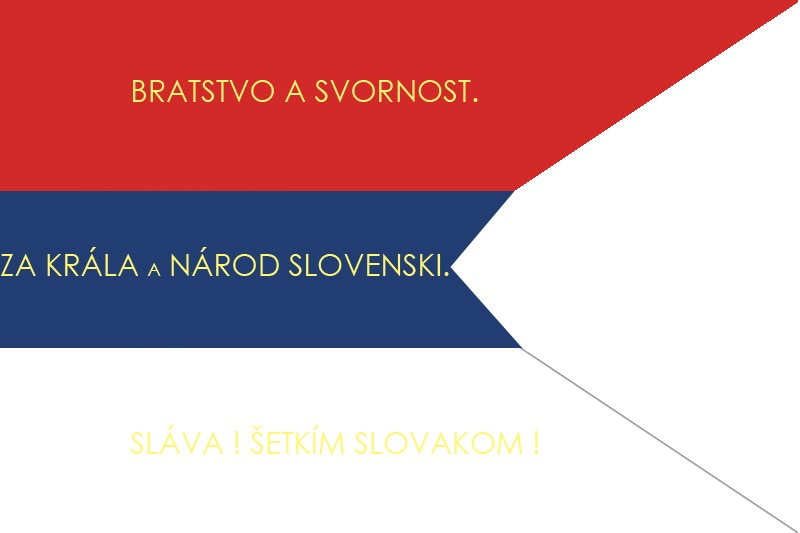
Vlajka slovenských dobrovolníků (1848/1849)

Slovenská národní rada v letech 1848–1849 byla vrcholným národním orgánem a historicky první slovenskou národní radou. Byla vytvořena ve Vídni 15.–16. září 1848 pod vedením Ľudovíta Štúra, Jozefa Miloslava Hurbana a Michala Miloslava Hodžy. Byla organizátorem slovenského povstání v rámci revolucí 1848–1849 (přesněji revolucí v Rakouském císařství). Představovala výkonnou moc na územích Slovenska obsazených slovensko-rakouskými jednotkami v boji proti Maďarům. Jednalo se o historicky první slovenský národní reprezentační politický orgán. Jeho pamětní deska je dnes u Karlskirche ve Vídni.
První setkání rady se konalo v domě Anny Koléniové v Myjavě. 19. září 1848 se zde, v rámci první dobrovolnické výpravy z Vídně přes Moravu na Slovensko, konalo první národní shromáždění Slováků. Byla zde ústy Ľudovíta Štúra vyhlášena nezávislost slovenského národa na Uhersku. Toto nezávisle spravované území bylo však omezené jen na okolí Myjavy a po několika dnech byli dobrovolníci poraženi a po potlačení revolucí orgán na podzim 1849 zanikl.